# Uí Briúin

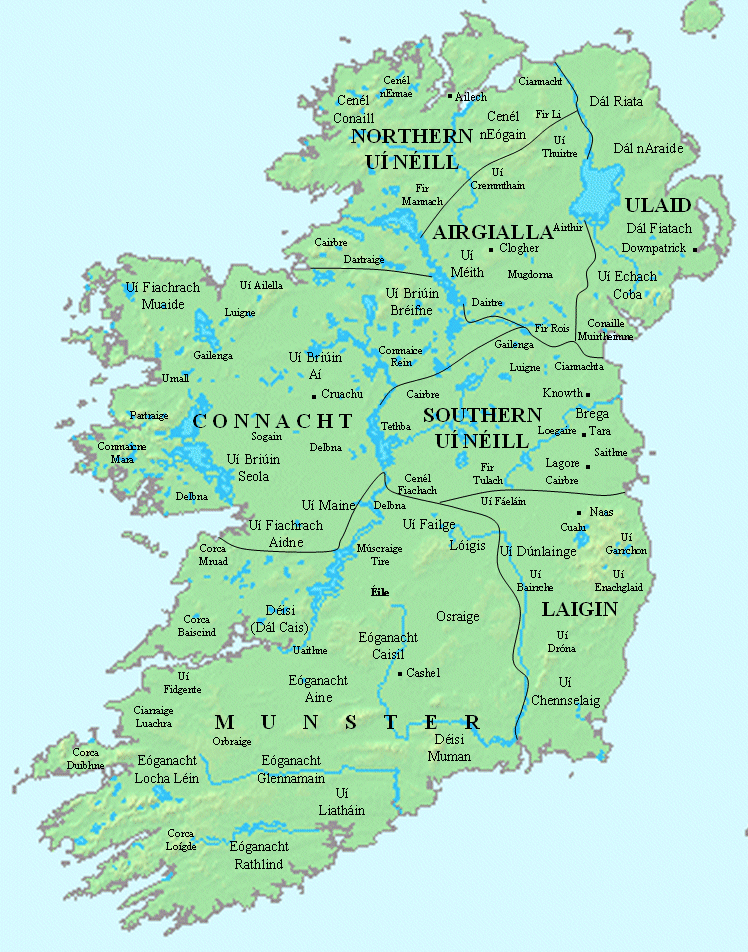
Reinos y pueblos tempranos de Irlanda, c.800

Los Uí Briúin fueron una dinastía irlandesa de Connacht. Su epónimo antepasado común fue era Brión, hijo de Eochaid Mugmedon y Mongfind, y medio hermano de Niall de los Nueve Rehenes. Formaron parte de los Connachta, junto con los Uí Fiachrach y los Uí Ailello, descendientes putativos de los hijos de Eochaid Mugmedon Fiachra y Ailill. Los Uí Ailello fueron reemplazados posteriormente como los terceros de los Tres Connachta, por los Uí Maine.
Connacht fue gobernado en épocas más antiguas por los Uí Fiachrach. Los Uí Briúin se convirtieron en fuerza dominante en Connacht en los siglos VII y VIII.
El Uí Briúin se dividieron en múltiples ramas siendo las más importantes:
- Los Uí Briúin Aí, nombrados por la región que controlaban— Mag nAí, las tierras alrededor del centro antiguo de Connacht, Cruachan en el moderno Condado de Roscommon. Divisiones importantes de los Uí Briúin Ai fueron los Síol Muireadaigh, de quienes descienden muchas dinastías medievales como los Ó Conchubhair (O'Connor), y los MacDermots, y los Síl Cathail.
- Los Uí Briúin Bréifne, cuyo reino de Bréifne se ubicaba en los modernos condados de Cavan y Leitrim. Los Ó Raghallaigh (O'Reilly) y Ó Ruairc (O'Rourke) provienen de los Uí Briúin Bréifne.
- Los Uí Briúin Seóla, centrados en Maigh Seóla en el Condado de Galway. Los reyes Ó Flaithbheartaigh de Iar Connacht y sus parientes, los Clann Cosgraigh, pertenecen a esta rama.

Los reyes Uí Briúin de Connacht pertenecieron exclusivamente a estas tres ramas.
Según Tírechán, San Patricio visitó las "salas de los hijos de Brión" en Duma Selchae (localizados por John O'Donovan en Mag nAí y alternativamente por Roderic O'Flaherty cerca de Loch Cime), pero no da sus nombres. Un pasaje equivalente en la Vita Tripartita, posiblemente originada en el siglo IX, nombra seis hijos. "Una serie de fuentes posteriores que datan del siglo XI en adelante, entretanto, enumeran la progenie de Brion en no menos de veinticuatro. Sin duda el poder creciente de Uí Briúin fue responsable para este dramático aumento de rangos, a medida que tribus y dinastías que entraban nuevamente a formar parte de los Uí Briúin se adornaban con ancestros que les enlazaban genealógicamente con sus señores. En este grupo estarían los Uí Briúin Umaill
y probablemente también los Uí Briúin Ratha y Uí Briúin Sinna."
Mientras Francis Byrne y John O'Donovan creían que la dinastía fue originada en Mag nAí, Roderic O'Flaherty y John Colgan relacionaban las tradiciones de Patricio y Felartus visitando los hijos de Brión en Maigh Seóla.  Una historia en la Silva Gadelica cuenta que durante la guerra legendaria entre Brión y Fiachra, el campamento de Fiachra se ubicaba en Aidhne y el de Brión en Damh-Chluain, en territorio Uí Briúin Seóla y no lejos de Knockma Hill, al oeste de Tuam.  A pesar de que esto es naturalmente una leyenda,  pueda ser una indicación de la patria original de los Uí Briúin, como lo es Aidhne para los Uí Fiachrach.  Además, Hubert Knox, citando la distribución de los Conmaicne  y su posición inicial como súbditos de los Uí Briúin, postuló que los Uí Briúin se originaron en la baronía de Clare en el Condado Galway como el linaje principal de aquellas personas.  Este escenario es más compatible con el hecho que los primeros retes Uí Briúin (p. ej. Cenn Fáelad mac Colgan y Cellach mac Rogallaig) tuvieran su residencia en Loch Cime, así como la donación de Áed mac Echach de Annaghdown en el siglo VI, considerada improbable por Byrne dada la distancia entre Annaghdown y Mag nAí. Con la inclusión de Máenach mac Báethíne, los antepasados de las tres ramas importantes de la dinastía están mencionadas en los anales como residiendo o luchando en Maigh Seóla en el siglo VII.  El distrito al este de Lough Corrib y el Río Corrib está referido como "Magh Ua mBriuin" al menos tan tarde como 1149.  Esto probablemente denota el ámbito del "rey de Uí Briúin", un título mantenido principalmente por hombres de Uí Briúin Seóla. Como señala Knox, estos reyes fueron distinguidos en una fecha temprana de los Síol Muireadaigh de Roscommon en el Libro de Derechos, sugiriendo que las tierras del Uí Briúin Seóla eran las originaesl "Hy Briuin".

## Annalistic Referencias
- 801. Connmhach, Juez de Uí Briúin, murió.